# 이반 유리치
이반 유리치(세르보크로아트어: Ivan Jurić ǐʋan jǔːritɕ[*], SR 크로아티아 스플리트 ~)는 크로아티아의 전 축구 선수이자 감독이다. 유리치는 현역 시절에 대게 미드필더로 활약했다.

## 선수 경력

### 클럽 경력
다재다능하고 기술적인 미드필더 혹은 측면 자원으로 활동한 유리치는 하이두크 스플리트에서 신고식을 치르고 1993년부터 1997년까지 활동했다. 그는 이후 스페인으로 건너가 세비야에서 1997년부터 2001년까지 활약했고, 2000년에 잠깐 알바세테로 임대되기도 했다. 시베니크로 이적하여 크로아티아 무대에 짧게 복귀한 그는 2001년에 이탈리아로 건너가 세리에 B의 크로토네에 입단했고, 2006년에는 크로토네 시절 은사였던 잔 피에로 가스페리니를 따라 제노아로 이적했다. 이 시기를 기점으로, 그는 지지자들의 열성적인 응원을 받는 선수로 거듭나 적남 군단(rossoblu)의 세리에 A 승격 선봉장으로 맹활약했고, 이후에는 선수단의 부주장도 맡았다.
2010년 6월, 그는 34세로 현역 은퇴를 선언했고, 동시에 축구 지도자의 길에 입문할 의사를 밝혔다.

### 국가대표팀 경력
유리치는 2009년 2월 11일, 루마니아와의 친선전에서 크로아티아 국가대표팀 첫 경기를 치렀고, 총 5번의 국가대표팀 경기에 출전했지만, 득점을 기록하지는 못했다. 그의 마지막 국가대표팀 경기는 2009년 9월에 벌어진 벨라루스와의 2010년 월드컵 예선전이었다.

## 감독 경력
현역 은퇴 후, 유리치는 제노아에 남아 2010-11 시즌까지 제노아의 유소년부 감독을 역임했다. 그는 2011년 6월에 유럽 축구 연맹의 A등급 지도자 자격증 시험에 합격했다.
2011년 7월 5일, 그는 인테르나치오날레 감독으로 새로 부임한 잔 피에로 가스페리니를 따라 1군 기술진의 일원으로 합류했으나, 같은 해 9월에 가스페리니가 경질되면서 나머지 기술진과 함께 해임되었다. 2012년 9월, 그는 팔레르모의 수석 코치로서 가스페리니 감독과 재회했다.
그가 이끄는 크로토네는 2015-16 시즌을 끝으로 1부 리그인 세리에 A로 2016-17 시즌에 승격되었는데, 이는 구단 역사상 처음 있는 일이었다.
크로토네 승격을 달성한 후, 그는 은사였던 가스페리니의 후임으로 친정 제노아 감독으로 2016년 6월에 취임하기로 합의하면서 그리폰 군단(Grifone)의 새 사령탑으로 올랐다.
그러나, 2017년 2월 19일, 제노아가 최하위 페스카라에 0-5로 패하면서, 유리치는 해임장을 받았다. 그는 2017년 4월 10일에 안드레아 만돌리니 감독이 해임되면서 제노아 감독으로 다시 부임했다. 2018년 10월 9일, 그는 제노아 감독으로 3번째 취임했다. 2018년 12월 6일, 그는 3부 리그 비르투스 엔텔라와의 코파 이탈리아 경기에서 승부차기 끝에 패한 후 또 해임장을 받았다.
2019년 7월, 그는 세리에 A 승격 새내기 엘라스 베로나 감독으로 내정되었다. 유리치는 황청 군단(Gialloblu) 감독으로서 1부 리그 2시즌을 보내며 리그 최저 예산의 악조건에서도 인상적인 활약을 펼쳤다. 2021년 5월 28일, 엘라스 베로나는 유리치 감독과 계약이 해지되었음을 발표했다. 같은 날, 그는 토리노 감독으로서의 취임식을 치렀고, 2021년 7월 1일부터 정식 업무를 시작했다.

## 감독 통계
2025년 4월 6일 기준
| 구단          | 국적      | 취임            | 해임            | 기록 | 기록 | 기록 | 기록 | 기록 | 기록 | 기록 | 기록  |
| 구단          | 국적      | 취임            | 해임            | 전   | 승   | 무   | 패   | 득   | 실   | 차   | 율 %  |
| ------------- | --------- | --------------- | --------------- | ---- | ---- | ---- | ---- | ---- | ---- | ---- | ----- |
| 만토바        | 이탈리아  | 2014년 6월 17일 | 2015년 6월 9일  | 41   | 15   | 8    | 18   | 40   | 36   | +4   | 36.59 |
| 크로토네      | 이탈리아  | 2015년 6월 9일  | 2016년 6월 28일 | 45   | 25   | 13   | 7    | 64   | 39   | +25  | 55.56 |
| 제노아        | 이탈리아  | 2016년 6월 28일 | 2017년 2월 19일 | 28   | 8    | 7    | 13   | 36   | 49   | −13  | 28.57 |
| 제노아        | 이탈리아  | 2017년 4월 10일 | 2017년 11월 5일 | 20   | 4    | 4    | 12   | 20   | 33   | −13  | 20.00 |
| 제노아        | 이탈리아  | 2018년 10월 9일 | 2018년 12월 6일 | 8    | 0    | 4    | 4    | 10   | 18   | −8   | 0.00  |
| 엘라스 베로나 | 이탈리아  | 2019년 6월 14일 | 2021년 5월 28일 | 79   | 22   | 27   | 30   | 95   | 106  | −11  | 27.85 |
| 토리노        | 이탈리아  | 2021. 7. 1      | 2024. 6. 30     | 122  | 44   | 37   | 41   | 137  | 125  | +12  | 36.07 |
| 로마          | 이탈리아  | 2024. 9. 18     | 2024. 11. 10    | 12   | 4    | 3    | 5    | 15   | 17   | -2   | 33.33 |
| 사우스햄튼    | 잉글랜드  | 2024. 12. 23    | 2025. 4. 7      | 16   | 2    | 1    | 13   | 15   | 38   | -23  | 12.50 |
| 아탈란타      | 이탈리아  | 2025. 7. 1      |                 |      |      |      |      |      |      |      |       |
| 경력 합계     | 경력 합계 | 경력 합계       | 경력 합계       | 295  | 100  | 84   | 111  | 352  | 362  | −10  | 33.90 |

## 수상

### 감독
개인
- 은빛 벤치상: 2015–16[14]

## 사생활
유리치는 스스로를 데스 메탈에 심취한 메탈 매니아로 보고 있다. 2010년, 롤링 스톤 이탈리아판 회견에서 그가 마음에 드는 예술가들로 네이팜 데스, 오비추어리, 카르카스, 데스, 메탈리카, 메가데스, 미니스트리, 사운드가든, 소울플라이를 꼽았다. 그는 가끔 록과 메탈 생방송 쇼를 찾아가기도 한다.